# Het Beerzerveld
Het Beerzerveld was een waterschap in de Nederlandse provincie Overijssel van 1910 tot 1958. 
De eerste vergadering van het bestuur van het waterschap was op 4 april 1910.
In 1949 breidde het waterschap haar beheergebied uit met 1282 hectare, dit gebied was voorheen buiten waterschapsverband gebleven
In 1958 ging het samen met de waterschappen Anerveen, Holtheme, Het Bruchterveld, Radewijk en Baalder, De Meene, De Molengoot en Het Rheezer- en Diffelerveld op in het waterschap De Bovenvecht. De laatste vergadering van het bestuur van het waterschap vond plaats op 5 mei 1958.